# 1361 هـ
1361 هـ هي سنة في التقويم الهجري امتدت مقابلةً في التقويم الميلادي بين سنتي 1942 و1943.

## مواليد

### جمادى الآخرة
- 15 جمادى الآخرة - علي القاسمي، معجمي ومترجم وكاتب عراقي.

### مجهول اليوم والشهر
- حسن الهويمل
- عبد العزيز بن محيي الدين خوجة
- أحمد الهارون
- أحمد بن حمد بن سليمان الخليلي
- أحمد بن عبد العزيز آل سعود
- أكرم ضياء العمري
- إبراهيم النعمة
- بشير حسين النجفي
- توركواتو كارديلي
- حسن بن فهد الهويمل
- سهيل قاشا
- طالب الخليل العاملي
- عبد الرحمن محمد العثمان
- عبد المجيد بن عبد العزيز آل سعود
- عبدالعزيز خوجة
- علي الكتاني
- علي عبد الله صالح
- مانع بن حماد الجهني
- معمر القذافي
- مولود حمروش
- هذلول بن عبد العزيز آل سعود
- سلمان حمود الصباح
- فؤاد الفلاح

## وفيات
- أحمد خالد المشاري
- آقا ضياء الدين العراقي
- أحمد عزت آل قاسم
- أويجن متفخ
- جوزبي غبريالي
- شارل سينيوبوس
- عثمان الديوه جي
- علي رضا الركابي
- لوسي مود مونتغمري
- مربيه ربه
- ميشال معلوف
- ناصر حسين الهندي
- قدسي الشيرازي، شاعر إيراني.